# Київська Русь (біметалева монета)
«Ки́ївська Русь» — пам'ятна біметалева монета зі срібла і золота, випущена Національним банком України, присвячена одній з найбільших в Європі ранньофеодальних держав (IX — середина XII ст.), яка виникла шляхом об'єднання східнослов'янських племен навколо Києва і Середнього Подніпров'я, що створило сприятливі умови для розвитку суспільно-економічного, політичного та культурного життя наших предків.
Монету введено в обіг 25 грудня 2001 року. Вона належить до серії «Пам'ятки давніх культур України».

## Опис монети та характеристики
| Номінал грн. | Метал          | Маса, г                                                         | Діаметр, мм | Якість виготовлення | Гурт                 | Тираж, штук |
| ------------ | -------------- | --------------------------------------------------------------- | ----------- | ------------------- | -------------------- | ----------- |
| 20           | золото, срібло | 14,7: метал вставки — Au 916 — 5,74 метал кільця — Ag 925 — 7,8 | 31,0        | не визначено        | секторальне рифлення | 2 000       |

### Аверс
На аверсі монети у внутрішньому колі в центрі на тлі житнього колосся зображено символічне колесо історії, на якому сидить сокіл, а внизу — змія, угорі ліворуч розміщено малий Державний Герб України; у зовнішньому колі ліворуч зображено князя з макетом собору, біля ніг якого лежить гепард; праворуч — княгиню з шитвом, а також логотип Монетного двору і написи: «УКРАЇНА» / «2001» / «20» / «ГРИВЕНЬ» /.

### Реверс

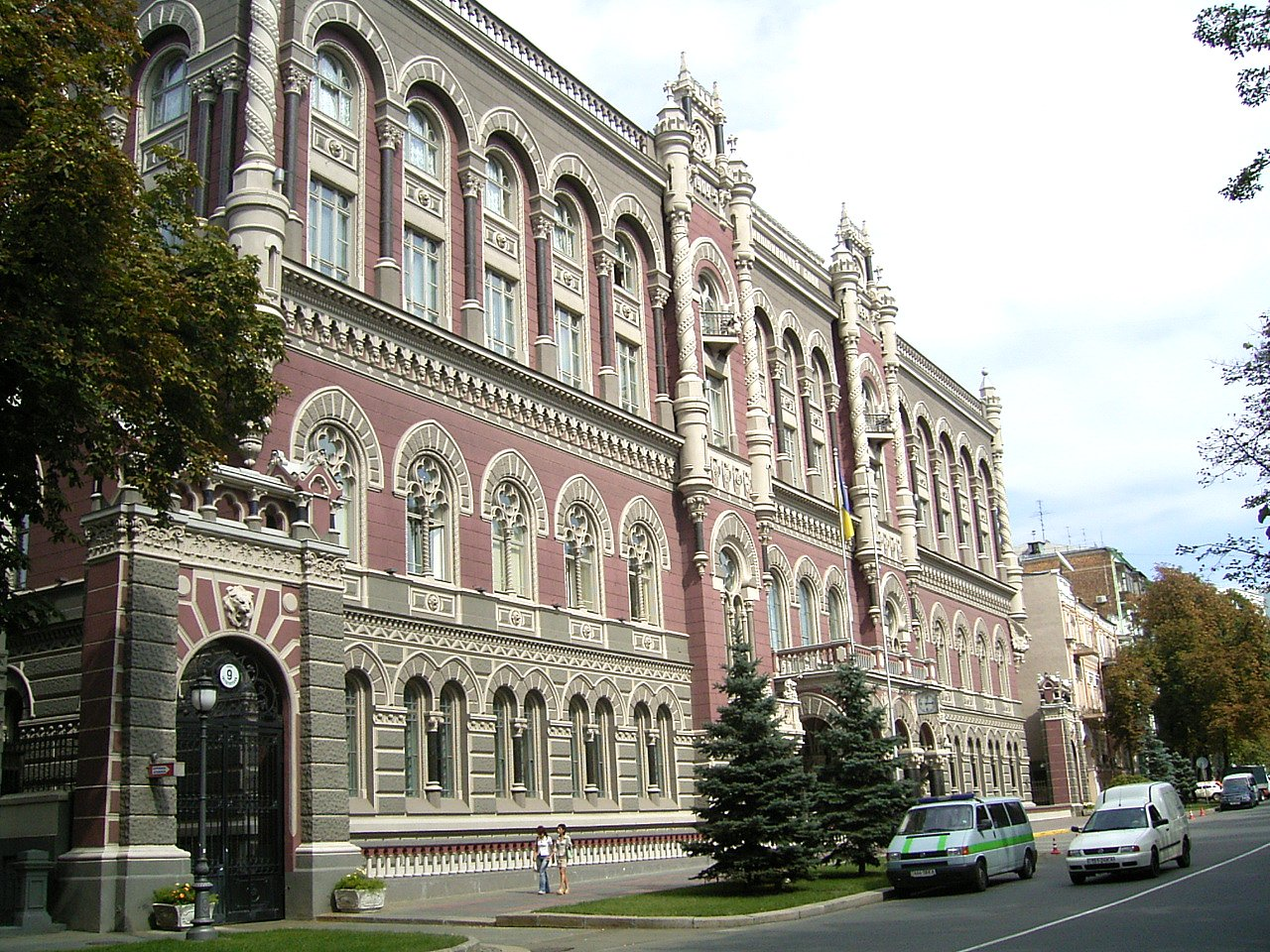
Будівля Національного банку України

На реверсі монети зображено: у внутрішньому колі — давньоруський колт (жіноча прикраса), у зовнішньому колі — фрагменти київського ритуального наруччя (XII—XIII ст.) та стилізований напис у два рядки: «КИЇВСЬКА РУСЬ».

## Автори
- Художник — Чайковський Роман.
- Скульптор — Чайковський Роман.

## Вартість монети
Ціна монети — 3547 гривень була вказана на сайті Національного банку України в 2011 році.
Фактична приблизна вартість монети, з роками змінювалася так:
| Рік        | 2010  | 2011  | 2012  | 2013  | 2014  | 2015  | 2016  | 2017  | 2018  | 2019  | 2020   | 2021   | 2022   | 2023   | 2024   | 2025   |
| ---------- | ----- | ----- | ----- | ----- | ----- | ----- | ----- | ----- | ----- | ----- | ------ | ------ | ------ | ------ | ------ | ------ |
| Ціна, грн. | 4 500 | 4 300 | 4 300 | 4 300 | 2 750 | 6 000 | 8 200 | 8 500 | 7 900 | 7 400 | 10 000 | 12 500 | 12 500 | 17 300 | 20 000 | 36 000 |